# Акт Питта об Индии
Акт Питта об Индии (англ. Pitt's India Act) — принятый в 1784 году британским парламентом акт, долженствующий устранить недостатки принятого в 1773 году Регулирующего акта. Своё название получил от имени премьер-министра Уильяма Питта Младшего. Полное название: «Акт о лучшем регулировании и управлении делами Ост-Индской компании и британскими владениями в Индии, а также об установлении беспристрастного суда для более быстрого и эффективного разбора дел с участием лиц, обвинённых в деяниях, совершённых в Восточных Индиях» (англ. An Act for the better Regulation and Management of the Affairs of the East India Company and of the British Possessions in India, and for establishing a Court of Judicature for the more speedy and effectual Trial of Persons accused of Offences committed in the East Indies).

## Предыстория
К 1773 году Ост-Индская компания оказалась в страшной нужде, потребовалось вмешательство британского правительства. Регулирующий акт 1773 года установил систему, при которой правительство регулировало работу Компании, но не брало власть в свои руки. Через несколько лет выяснилось, что Акт не работает, и правительство решило принять более активное участие в индийских делах.

## Положения Акта
Была образована управляющая комиссия из шести членов, двое из которых являлись членами Британского Кабинета, а остальные — Тайного Совета. У комиссии был президент, который вскоре стал де-факто министром по делам Ост-Индской компании. Комиссия обладала властью над всем, что касалось гражданской, военной и доходной деятельностью Компании.
Управляющий совет Компании был сокращён до трёх членов, а генерал-губернатор получил право вето над большинством решений. Губернаторы Бомбея и Мадраса лишились независимости; Калькутта расширила свою власть в вопросах войны, дипломатии и гражданской администрации, и стала де-факто столицей владений Компании в Индии.

## Последствия
Положения, установленные Актом, оставались неизменными до конца правления Компании в Индии.